# عبدالعزیز محقق طباطبایی
سید عبدالعزیز طباطبایی یزدی شهرت‌یافته به محقّقِ طباطبایی، (۱۳۰۸–۱۳۷۴) محقق و کتابشناس برجسته ایرانی یکی از فعالترین محققان حوزه متون کهن در احیاء آثار شیعی بود. در حوزه علمیه نجف تحصیل کرد و در قم به حیات خود ادامه داد. آثار پژوهشی بسیاری بر جای گذاشت و شاگردان بسیاری تربیت کرد. به بسیاری از کتابخانه‌های جهان در آسیا و اروپا و آمریکا سفر کرد و نسخه‌های خطی بسیاری را شناسایی نمود.

## نسب
از سادات طباطبایی است که نَسَبِ ایشان به ابراهیم طباطبا پسر اسماعیل دیباج  پسر ابراهیم غمر  پسر حسن مثنی  پسر حسن مجتبی می‌رسد. 

## زندگی
سید عبدالعزیز طباطبائی یزدی، نوادهٔ مرجع بزرگ نجف و رهبر جریان مخالف مشروطیت سید محمدکاظم یزدی صاحب کتاب عروة الوثقی بود. در نجف اشرف به دنیا آمد و از نوجوانی در مدرسه سید در نجف ساکن شد (که بعدها تولیت این مدرسه را نیز عهده‌دار شد) و تحصیلات خود را تا مراحل عالی حوزه ادامه داد. بیشتر فعالیت او همکاری با علامه امینی در تدوین کتاب الغدیر و تأسیس و گسترش کتابخانۀ امیرالمؤمنین و همکاری با آقابزرگ تهرانی در گردآوری منابع کتابشناسی کتاب الذریعة بود. وی از عراق سفرهای متعددی برای شناسایی نسخ خطی در کتابخانه‌های دنیا داشت که محصول این سفرها یادداشت‌ها و تألیفاتی است که دربارهٔ نسخ خطی و متون کهن اسلامی به نگارش درآورده است. او در سال ۱۳۵۶ شمسی به ایران مهاجرت کرد و تا پایان عمر خویش در قم ساکن شد و فعالیت‌های علمی خود را دنبال کرد و واسطهٔ روابط فرهنگی بسیاری از محققان و مؤسسات پژوهشی ایران با محققان خارج از ایران شد.
او در سال ۱۳۱۴ با صديقه ى طباطبائی ازدواج كرد او ۱۲ فرزند داشت

## اساتید
- سید ابوالقاسم خویی
- سید عبدالهادی شیرازی
- سید علی علامه فانی اصفهانی
- عبدالحسین رشتی
- مجتبی لنکرانی
- عبدالحسین امینی صاحب الغدیر
- آقابزرگ تهرانی صاحب الذریعة
- سید عبدالاعلی سبزواری
- صدرا بادکوبی
- ذبیح‌الله قوچانی
- محمدعلی اردوبادی
- سید عبدالجلیل بن عبدالحی طباطبائی یزدی
- سید هاشم حسینی تهرانی
- میرزا حسن نبوی خراسانی

## فهرست آثار

### تألیف
- - مستدرک الذریعة
  - أضواء علی الذریعة
  - تهذیب الذریعة
  - تعلیقات علی طبقات أعلام الشیعة
  - معجم أعلام الشیعة
    - چاپ اول، انتشارات مؤسسه آل البیت علیهم السلام لإحیاء التراث، قم، ۱۳۷۵، ۵۲۸ ص، شابک: ۵-۰۳۱-۳۱۹-۹۶۴

  - الحاشیة علی کتاب الغدیر
  - علی ضفاف الغدیر
  - الغدیر فی التراث الإسلامی
    - چاپ اول، دارالمؤرخ العربی، بیروت، ۱۳۷۲، ۳۳۶ ص
    - چاپ اول، انتشارات الهادی، قم، ۱۳۷۴، ۳۴۲ ص

  - من فیض الغدیر
  - أهل البیت علیهم السلام فی المکتبة العربیة
    - چاپ اول، انتشارات مؤسسه آل البیت علیهم السلام لإحیاء التراث، قم، ۱۳۷۵، ۷۲۸ ص، شابک: ۳-۰۳۲-۳۱۹-۹۶۴ ** فهرس مخطوطات مکتبة أمیر المؤمنین علیه السلام العامة فی النجف الأشرف

  - نتائج الأسفار
  - نصوص و مقتطفات من نفائس المخطوطات
  - فهرست نسخ خطی حدیث در کتابخانه آستان قدس رضوی
  - فهرست نسخ خطی فقه در کتابخانه آستان قدس رضوی
  - فهرس المختارات من مخطوطات ترکیا
  - الفهرس الوصفی للمنتخب من المخطوطات العربیة فی مکتبات ترکیا
  - فهرس المنتخب من مخطوطات تبریز
  - فهرس المنتقی فی مخطوطات الحجاز
  - فوائد الأسفار
  - فی رحاب نهج البلاغة
  - قید الأوابد وجمع الشوارد
  - مخطوطات اللغة العربیة
    - منتشر شده در مجلد دوم مجموعه «المحقق الطباطبایی فی ذکراه السنویة الأولی» ، انتشارات مؤسسه آل البیت علیهم السلام لإحیاء التراث، ۱۳۷۵

  - مذکرات المتحف البریطانی
  - مکتبة العلامة الحلی
    - چاپ اول، انتشارات مؤسسه آل البیت علیهم السلام لإحیاء التراث، قم، ۱۳۷۴، ۲۶۴ ص، شابک: ۹-۰۰۹-۳۱۹-۹۶۴

  - ملحق سند حدیث الثقلین
    - منتشر شده در جلد دوم «نفحات الأزهار» تألیف علامه سید علی اصغر میلانی ص ۸۵–۲۲۱

  - المهدی علیه السلام فی السنة النبویة
  - قبسات من فضائل أمیرالمؤمنین علیه السلام
    - چاپ اول، انتشارات دلیل، قم، ۱۳۷۹، ۹۲ ص، شابک: ۵-۱۷-۷۰۰۷-۹۶۴ / چاپ دوم، انتشارات دلیل ما، قم، ۱۳۸۱

  - أنباء السماء برزیة کربلاء
  - الحسین والسنة
    - چاپ اول، انتشارات مدرسه چهلستون، تهران، ۱۳۵۵، ۱۴۹ ص

  - حیاة السید محمد کاظم الطباطبایی الیزدی
  - حیاة الشیخ یوسف البحرانی
    - ابتدا در ضمن کتاب حدائق و سپس به صورت مستقل در نجف اشرف منتشر شد.

  - الشیخ المفید وعطاؤه الفکری الخالد
    - بخش اول، تراثنا ش ۳۰ و ۳۱، ۱۴۱۳ ق
    - بخش اول و دوم، کنگره شیخ مفید، قم، ۱۴۱۳ ق
    - بخش اول، سلسلة مؤلفات الشیخ المفید، دارالمفید، بیروت، ۱۴۱۴ ق

### تصحیح و تحقیق
- - طرق حدیث من کنت مولاه فعلی مولاه / شمس الدین الذهبی
    - چاپ دوم، انتشارات دلیل، قم، ۱۳۷۹، ۱۵۹ ص
    - چاپ دوم، انتشارات دلیل ما، قم، ۱۳۸۱، شابک: ۵-۰۶-۷۹۹۰-۹۶۴

  - مقتل أمیرالمؤمنین علیه السلام / ابن أبی الدنیا
    - تراثنا، شماره ۱۲، سال ۱۴۰۸ ق. صص ۷۹–۱۳۳

  - الأربعون المنتقی من مناقب المرتضی / أبو الخیر أحمد بن إسماعیل الطالقانی القزوینی
    - تراثنا، شماره ۱، سال ۱۴۰۵ ق.

  - ترجمة أمیرالمؤمنین علیه السالم من تاریخ مدینة دمشق / ابن عساکر الشافعی الدمشقی
  - فضائل أمیرالمؤمنین علی بن أبی طالب علیه السلام / أحمد بن حنبل
    - چاپ اول، مؤسسه محقق طباطبایی، قم، ۱۳۹۱، ۴۸۰ ص

  - ترجمة الإمام الحسن علیه السلام من کتاب الطبقات الکبیر / ابن سعد
    - چاپ اول، انتشارات مؤسسه آل البیت علیهم السلام لإحیاء التراث، ۱۴۱۶ ق، ۱۲۶ ص، شابک: ۲-۹۲-۵۵۰۳-۹۶۴

  - ترجمة الإمام الحسین علیه السلام من کتاب الطبقات الکبیر / ابن سعد
    - چاپ اول، انتشارات مؤسسه آل البیت علیهم السلام لإحیاء التراث، قم، ۱۴۱۵ ق،
    - چاپ دوم، انتشارات مؤسسه آل البیت علیهم السلام لإحیاء التراث، بیروت، ۱۴۱۶ ق، ۱۲۱ ص، شابک: ۷-۴۷-۵۵۰۳-۹۶۴

  - ترجمة الإمام الحسین علیه السلام من کتاب بغیة الطلب فی تاریخ حلب / کمال الدین بن العدیم بن أبی جرادة الحلبی
    - چاپ اول، انتشارات دلیل ما، قم، ۱۳۸۱، ۲۵۴ ص، شابک: ۴-۹۱-۷۵۲۸-۹۶۴

  - فهرس کتب الشیعة وأصولهم / شیخ الطائفة محمد بن الحسن الطوسی
    - چاپ اول، مکتبة المحقق الطباطبایی، قم، ۶۷۶ ص، ۱۴۲۰، شابک: ۶-۱۹۶-۳۱۹-۹۶۴

  - عقد الدرر فی أخبار المهدی المنتظر / یوسف بن یحیی السلمی الشافعی الدمشقی
  - العقود الاثنی عشر فی رثاء سادات البشر / السید مهدی بحر العلوم
    - تراثنا، شماره ۱۰، سال ۱۴۰۸ ق

  - فرائد السمطین فی فضائل المرتضی والبتول والسبطین / صدر الدین إبراهیم بن محمد بن حمویه الحموئی الشافعی الدمشقی
  - فهرست أسماء علماء الشیعة ومصنفیهم / الشیخ منتجب الدین بن بابویه الرازی
    - چاپ اول، منشورات المکتبة المرتضویة لإحیاء الآثار الجعفریة، قم، ۱۴۰۴ ق، ۲۴۶ ص

  - مطالب السؤول فی مناقب آل الرسول
    - چاپ اول، انتشارات مؤسسة البلاغ، بیروت، ۱۹۹۹ م، ۳۲۵ ص

  - مکتبة العلامة الکراجکی / أحد معاصری الکراجکی
    - تراثنا، شماره ۴۳–۴۴، سال ۱۴۱۶ ق

### اسنتساخ‌ها
- - الأبحاث المفیدة فی تحصیل العقیدة / الحسن بن یوسف بن المطهر الحلی
  - أدب التاریخ / الشیخ علی بن حسین آل البازی
  - الباب الحادی عشر / الحسن بن یوسف بن المطهر الحلی
  - البرهان فی علامات مهدی آخر الزمان / علی بن حسام الدین المتقی
  - تراجم أعلام ساقطة من نقباء البشر / آقابزرگ الطهرانی
  - تلخیص البیان فی علامات مهدی آخر الزمان / علی بن حسام الدین المتقی
  - الدارات / الأصمعی
  - الذریعة إلی تصانیف الشیعة / آغابزرگ الطهرانی
  - ذکر مخاطبة جرت بین أبی إسحاق إبراهیم بن السری الزجاج وأبی العباس أحمد بن یحیی ثعلب فی مواضع أنکرها علیه وغلط فیها من کتاب فصیح الکلام
  - الرد علی من حکم وقضی أن المهدی الموعود جاء ومضی / نور الدین علی المتقی
  - رسالة فی إعجاز سورة الکوثر / الزمخشری
    - به تحقیق حامد الخفاف، تراثنا، شماره ۱۳، سال ۱۴۰۸ ق

  - رسالة فی تحریم الفقاع / شیخ الطائفة الطوسی
    - به تحقیق رضا استادی، الرسائل العشر، مؤسسة النشر الإسلامی، قم، ۱۳۶۱ ش

  - رسالة فی التذکیر والتأنیث
  - رسالة فی رد من أنکر أن عیسی إذا نزل یصلی خلف المهدی صلاة الصبح / جلال الدین عبد الرحمن بن أبی بکر السیوطی
  - رسالة فی عمل الیوم واللیلة / شیخ الطائفة الطوسی
    - به تحقیق رضا استادی، الرسائل العشر، مؤسسة النشر الإسلامی، قم، ۱۳۶۱ ش

  - رسالة فی الفرق بین النبی والإمام / شیخ الطائفة الطوسی
    - به تحقیق رضا استادی، الرسائل العشر، مؤسسة النشر الإسلامی، قم، ۱۳۶۱ ش

  - شرح قصیدة المفجع / محمد بن أحمد بن عبدالله البصری
  - صفات الشیعة / الشیخ الصدوق
  - العرف الوردی فی أخبار المهدی
  - عقود حیاتی / محمد حسین آل کاشف الغطاء
  - فضائل أهل البیت من کتاب الکامل لابن عدی
  - اللیل والنهار / أبو الحسن أحمد بن فارس اللغوی
    - به تحقیق حامد الخفاف، تراثنا، شماره ۱۴، سال ۱۴۰۹ ق / چاپ اول، دارالمؤرخ العربی، بیروت، ۱۹۹۳ م

  - مختصر فی علم الکلام / المحقق الحلی
  - مذکرات الحجة الشیخ محمد حسین آل کاشف الغطاء
  - مزیل اللبس عن حدیث رد الشمس / محمد بن یوسف الدمشقی الصالحی
  - معارج الوصول إلی معرفة فضل آل الرسول والبتول / محمد بن یوسف بن الحسن المدنی الزرندی
  - معجم شیوخ ابن عساکر
  - مفرحة الأنام فی تأسیس بیت الله الحرام / زین العابدین بن نور الدین الحسینی
  - المفصح فی الإمامة / شیخ الطائفة الطوسی
    - به تحقیق رضا استادی، الرسائل العشر، مؤسسة النشر الإسلامی، قم، ۱۳۶۱ ش

  - مناقب علی بن أبی طالب / ابن المغازلی علی بن محمد الواسطی
  - نظم البراهین فی أصول الدین / الحسن بن یوسف بن المطهر الحلی
  - واجب الاعتقاد / العلامة الحلی

### مقالات
- - ابن طلحة / دائرةالمعارف بزرگ اسلامی
  - ابو الخیر طالقانی / دائرةالمعارف بزرگ اسلامی
  - أهل البیت علیهم السلام فی المکتبة العربیة / تراثنا
  - حدیث الغدیر: رواته قلیلون للغایة.. کثیرون للغایة / کنگره غدیر لندن
  - شخصیت علمی و مشایخ شیخ طوسی / میراث اسلامی ایران
  - الشیخ المفید وعطاؤه الفکری الخالد / کنگره شیخ مفید
  - الغدیر فی التراث الإسلامی / تراثنا
  - فهرست نسخه‌های خطی کتابخانه آقای حاج سید محمد طباطبایی قاضی تبریزی / نشریه دانشگاه تهران
  - فهرست نسخه‌های خطی کتابخانه ثقةالاسلام در تبریز / نشریه دانشگاه تهران
  - فهرست نسخه‌های خطی کتابخانه مزار عبدالقادر گیلانی در بغداد / نشریه دانشگاه تهران
  - ما تبقی من مخطوطات نهج البلاغة / تراثنا
  - ما قیل فی نهج البلاغة من نظم و نثر / تراثنا
  - ما ینبغی نشره من التراث / تراثنا
  - مخطوطات نهج البلاغة، طبعاته، منتخباته، ترجماته إلی شتی اللغات / تراثنا
  - المدونات التاریخیة لواقعة الطف / کنگره حسین دی در لندن
  - من تراثنا الخالد فی شیراز / میراث اسلامی ایران
  - موقف الشیعة من هجمات الخصوم وخلاصة عن کتاب عبقات الأنوار / تراثنا
  - نهج البلاغة عبر القرون / تراثنا